# Krist Shtufi
Krist Shtufi (* 22. August 1974 in Špinadija bei Prizren, SFR Jugoslawien) ist ein kosovarischer Philosoph. Er studierte von 1993 bis 1994 Philosophie an der Jesuit Philosophical Faculty im kroatischen Zagreb. 1994 zog Krist Shtufi nach Österreich, wo er sein Studium an der Grazer Karl-Franzens-Universität abschloss. Im Jahr 2002 zog Shtufi zurück in seine alte Heimat Kosovo, wo er seitdem als Universitätslektor für Epistemologie und Methodologie, Wissenschaftsphilosophie und Analytische Philosophie an der Universität in Priština, Kosovo unterrichtet.
Shtufi übersetzte die Werke Ludwig Wittgensteins und Gottlob Freges ins Albanische. Er studierte Philosophie an der Karl-Franzens-Universität in Graz (Österreich) und war Visiting Scholar am Center For The Study of Language and Information an der Stanford University in Kalifornien, USA.